# روزبهان بن ونداد خورشيد
روزبهان بن ونداد خورشيد (الفارسية: روزبهان بن ونداد خورشید؛ مواليد القرن 10 م في الديلم - وفيات 957 م بالقرب من بغداد) كان ضابطًا عسكريًا ديلميًا خدم سلالة البويهيين حتى عام 955 م. وُلد روزبهان في الديلم، وبدأ خدمته للبويهيين في تاريخ غير معروف، وسرعان ما ترقى في المناصب العليا. وبعد ضغط مستمر من الملك معز الدولة لغزو البطيحة، بدأ هو وشقيقاه ثورة استمرت من عام 955 إلى عام 957 م. وبعد انتهاء الثورة، سُجن روزبهان وأُعدم بعد فترة وجيزة.

## السيرة

### الحياة المبكرة والمهنة

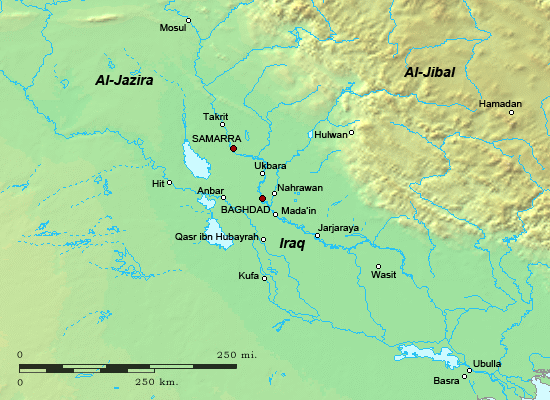
خريطة العراق في القرنين التاسع والعاشر الميلادي

كان روزبهان ابنًا لشخص يُدعى ونداد خورشيد، وكان له شقيقان يُدعيان أسفار وبولاكا. ومثل أسياده البويهيين، كان روزبهان ديلميًا. ومع ذلك، وعلى عكس البويهيين، فمن المحتمل أنه ينتمي إلى عائلة من أصل نبيل. وعندما غزا الحاكم البويهي معز الدولة العراق عام 945 م، عُيّن روزبهان جامعًا للضرائب في السواد. كان روزبهان في الأصل ضابطًا من رتبة منخفضة خدم ضابطًا بويهيًا يُدعى موسى فياضة. ومع ذلك، في عهد معز الدولة، ارتقى بسرعة إلى رتب أعلى وأصبح مفضلًا لدى معز الدولة.
في عام 948/949 م، أثناء المفاوضات بين سفراء معز الدولة وحاكم السلاريين مرزبان، أُهين مرزبان بشدة وغضب بشدة؛ فحاول الانتقام لنفسه بالسير نحو الري، التي كانت تحت سيطرة شقيق معز الدولة ركن الدولة. ومع ذلك، تمكن ركن الدولة من خداع مرزبان وإبطاءه بالوسائل الدبلوماسية، بينما كان يتلقى المساعدة من معز الدولة، الذي أرسل جيشًا بقيادة سبكتكين (أو سبكتجين)، والذي ضم أيضًا ضباطًا آخرين مثل روزبهان وبراريش وإبراهيم بن المتوكل وعمار "المجنون" وأحمد بن صالح الكلابي. ومع ذلك، عندما اقترب الجيش من دينور، تمرد بوراريش، الذي كان يكره سبكتكين ورفض إطاعة أوامر الأخير، مع معظم الديلميين في الجيش، باستثناء روزبهان وضباط الديلم الآخرين. وسرعان ما أصاب بوراريش سبك تيجين بجروح بالغة، الذي تمكن مع ذلك من الفرار من الأخير. ولأسباب غير معروفة، فر بوراريش بعد فترة وجيزة، ولكن سرعان ما أسره أنصار سبكتكين. ثم واصل جيش سبكتكين طريقه إلى الري، وفي الوقت نفسه، وصلت التعزيزات من شيراز. وسرعان ما تمكن ركن الدولة من هزيمة مرزوبان والاستيلاء عليها.
في عام 949 م، أرسل معز الدولة روزبهان في حملة ضد حاكم البطحاء عمران بن شاهين. اكتشف روزبهان موقع عمران وهاجمه، لكنه مُني بهزيمة نكراء واضطر للانسحاب. ثم ازداد عمران جرأة، حيث طالب رعيته بأموال الحماية من أي شخص، بمن فيهم المسؤولون الحكوميون الذين يعترضون طريقهم، وأُغلق الطريق المؤدي إلى البصرة عبر الماء فعليًا. بعد تلقي معز الدولة شكاوى عديدة من ضباطه، أرسل جيشًا آخر في عام 950 أو 951 م، بقيادة مشتركة من روزبهان ووزير الأمير الحسن المهلبي.
أقنع روزبهان، الذي كان يكره الوزير، بمهاجمة عمران مباشرةً. أبقى قواته في المؤخرة وهرب حالما بدأ القتال بين الجانبين. استغل عمران التضاريس بفعالية، فنصب الكمائن وأربك جيش المهلبي. لقي العديد من جنود الوزير حتفهم في القتال، بينما نجا هو نفسه بأعجوبة من الأسر، حيث سبح إلى بر الأمان. ثم تصالح معز الدولة مع عمران، ووافق على شروطه. وتم تبادل الأسرى، وأصبح عمران تابعًا للبويهيين، وعُيّن حاكمًا على البطحاء.

### التمرد
دام السلام لمدة خمس سنوات تقريبًا بين الجانبين. وخلال هذه الفترة، تم ترتيب زواج بين ابنة روزبهان وابن معز الدولة عز الدولة. ومع ذلك، دفعت شائعة كاذبة عن وفاة معز الدولة في عام 955 عمران إلى الاستيلاء على قافلة بويهية مسافرة من الأهواز إلى بغداد. طالب المعز بإعادة العناصر المصادرة، وعند هذه النقطة أعاد عمران الأموال المكتسبة، لكنه احتفظ بالبضائع المأخوذة. ثم أُرسل روزبهان للمرة الثالثة إلى المستنقع، لكنه سرعان ما ثار مع شقيقه أسفار ونجا عمران من هجوم جديد. انضم شقيق روزبهان الآخر، بولاكا، إلى التمرد وثار في شيراز. وانضم إلى روزبهان أيضًا جنود الديلم التابعون للمهلبي. سار روزبهان بسرعة نحو الأهواز، حيث كان المهلبي يعدّ لهجوم مضاد. إلا أن قوات المهلبي سرعان ما تخلّت عنه وانضمت إلى روزبهان. ثم سار روزبهان نحو معز الدولة، الذي أرسل جيشًا بقيادة قائده الديلمي شيرزيل، الذي انضم، مع جيشه، إلى ثورة روزبهان. وفي عام 956 م، غادر معز الدولة بغداد لمحاربة روزبهان بنفسه. في هذه الأثناء، استغل الحاكم الحمداني ناصر الدولة هذه الفرصة للاستيلاء على بغداد.
في عام 957 م، خاض روزبهان معركةً حاسمةً ضد معز الدولة. كاد روزبهان أن يفوز بالمعركة، لكنه هُزم على يد غلام معز الدولة. كانت هذه الهزيمة بمثابة نهاية تمرد روزبهان. أُسر روزبهان خلال المعركة وسُجن في حصن يُعرف باسم سراط.

### الأسر والوفاة
بدأ أنصار الديلم من أنصار روزبهان بالتخطيط للاستيلاء على القلعة وإنقاذ روزبهان. إلا أن أبا العباس مسافر، أحد ضباط معز الدولة، تمكن من اكتشاف خطة الديلم، وحث معز الدولة على قتل روزبهان. إلا أن معز الدولة لم يوافقه الرأي. وسرعان ما أخبره عدد من ضباط معز الدولة بالأمر نفسه، مما جعله يوافقهم الرأي. وعندما حلّ الليل، أخذ حراس معز الدولة روزبهان إلى نهر دجلة، حيث غَرِق.